# Acroá jezik
Acroá jezik (Coroá; ISO 639-3: acs), izumrli jezik Akroá Indijanaca skupine central ge, porodica Gé, koji se govorio na području brazilskih država Bahia, Maranhão, Tocantins i Piauí
Nestao je u 19. stoljeću.

## Vanjske poveznice
- Ethnologue (14th)
- Ethnologue (15th)